# Dračí vrch
Der Dračí vrch (deutsch Drachenberg) ist ein Berg oberhalb von Liberec (Reichenberg), der sich im Westen des Isergebirges südlich vom Dorf Fojtka (Voigtsbach) befindet. In der Gipfelregion, dem Drachenfels, ist eine Treppe mit 70 Treppenstufen in den Fels gehauen. Die Treppe wurde 1902 vom Deutschen Gebirgsverein Reichenberg angelegt. Von der Spitze ist der vorgelagerte Brdo (Katherinenberg, 876 Meter) im Vordergrund und der Jeschken zu sehen.

## Zugang
Der Drachenberg ist über drei Wanderwege erreichbar.
- Aus dem Norden führt von Voigtsbach (Fojtka) ein grün markierter Wanderweg, der unterhalb des Drachenfelsens vorbeiführt. Zusammen mit einem Naturlehrpfad gelangt dieser Weg zum Bergsattel unter dem Drachenberg. Von dort ist der Gipfel leicht erreichbar.
- Vom Stadtbezirk Reichenberg-Ratschendorf (Radčice (Liberec)) führt ein grün markierter Wanderweg zum Sattel unter dem Drachenberg, von wo er zusammen mit anderen Pfaden zum Gipfel ansteigt.
- Der kürzeste und steilste Weg ist der direkte Aufstieg auf dem blau markierten Wanderweg aus dem Stadtteil Liberec-Katharinberg (Kateřinky (Liberec)).

## Sage
Nach einer Sage hauste am Drachenberg ein Drache, dem regelmäßig ein einheimisches Mädchen geopfert werden musste. Eines Tages verwundete jedoch eine Freundin eines auserwählten Mädchens den Drachen schwer mit einem Eibenpfeil. Der aufgebrachte Drache formte den Drachenfels daraufhin zu seiner heutigen Form.